# Wyżnia Barania Szczerbina
Wyżnia Barania Szczerbina (słow. Zadná Barania štrbina) – przełęcz położona na wysokości ok. 2420 m n.p.m. Jest to najwyżej położona przełęcz w Baraniej Grani, która znajduje się w słowackich Tatrach Wysokich. Siodło Wyżniej Baraniej Szczerbiny oddziela kopułę szczytową Niżniego Baraniego Zwornika od Zadniej Baraniej Turni – jednej z trzech Baranich Turni. Na siodło tej przełęczy nie prowadzą żadne znakowane szlaki turystyczne.
Pierwszego wejścia na Wyżnią Baranią Szczerbinę dokonali Zygmunt Klemensiewicz, Jerzy Maślanka i Rudolf Nałęcki przy przejściu Baraniej Grani 24 sierpnia 1923 r.